# Gonomyia nigripennis
Gonomyia nigripennis là một loài ruồi trong họ Limoniidae. Chúng phân bố ở miền Australasia.